# الفتاة المعجزة
الفتاة المعجزة (بالإنجليزية: Wonder girl)‏ هي شخصية خيالية وشخصية رئيسية في العديد من العروض الموجودة في دي سي كومكس، وهي اسم للعديد من الشخصيات الخيالية، ظهرت الشخصية لأول مرة قصص دي سي كومكس المصورة في مايو من عام 1947.